# Max Braun
Max Braun (12 marzo 1883 – Miami, maggio 1967) è stato un tiratore di fune statunitense.

## Biografia
Ha partecipato ai giochi olimpici di St. Louis del 1904, dove ha vinto, con la squadra del St. Louis Southwest Turnverein No. 1, la medaglia d'argento nel tiro alla fune, vincendo la semifinale contro la squadra statunitense del St. Louis Southwest Turnverein No. 2 (la finale per il secondo/terzo posto non fu disputata per il ritiro della squadra del New York Athletic Club).

## Palmarès
In carriera ha conseguito i seguenti risultati:
- Giochi olimpici

St. Louis 1904: argento nel tiro alla fune.